# Karl Blach
Karl Blach (* 24. Juli 1929 in Wien; † 9. August 1976 am Dachstein) war ein österreichischer Bergsteiger.

## Leben
Der Chemieingenieur übersiedelte 1948 nach Neumarkt im Hausruckkreis und arbeitete von 1956 bis 1961 in Venezuela, wo auch seine beiden Söhne Roland und Reinhard zur Welt kamen. Danach lebte er wieder in Neumarkt, wo seine Tochter Margot geboren wurde. Nach zweijähriger Tätigkeit in Wien zog er mit seiner Familie nach Salzburg und leitete dort die Niederlassung einer internationalen Getränkefirma.
Blach war staatlich geprüfter Berg- und Skiführer und war 1952 in den Österreichischen Alpenklub aufgenommen worden. Ihm gelangen einige schwierige Erstbegehungen, darunter die erste Winterbegehung der Schermberg-Nordwand („Linzerweg“) 1950 mit Karl Lugmayer. Dabei handelt es sich um eine der höchsten Wände der Ostalpen. Ein von Lugmayer verfasster Bericht über die dreitägige Begehung erschien im britischen Alpine Journal, dem ältesten Bergsteigermagazin der Welt.
1952 durchstiegen Blach und der Deutsche Jürgen Wellenkamp als erst zehnte Seilschaft die Eiger-Nordwand. 1955 gelang ihm mit Karl Reiss die Erstbegehung des 600 m hohen Schreckhorn-Südpfeilers, eine der schönsten Felsrouten an einem Berner 4000er. 1956 folgte die Erstbegehung der Direkten Nordwestwand (Himmelsleiter) des Großen Möseler mit H. Raditschnig, S. Jungmair und E. Kernmayr, eine hochalpine Steileistour am zweithöchsten Berg der Zillertaler Alpen.
1976 kamen Blach und seine beiden Söhne während eines heftigen Wettersturzes in der Dachstein-Südwand ums Leben.